# Oluyemi Kayode
Oluyemi Kayode (* 7. Juli 1968 in Ado Ekiti; † 1. Oktober 1994 in Arizona, Vereinigte Staaten) war ein nigerianischer Sprinter, dessen Spezialstrecken der 100- und 200-Meter-Lauf waren.

## Sportliche Erfolge
Kayode feierte seinen größten Erfolg bei den Olympischen Sommerspielen 1992 in Barcelona in der 4-mal-100-Meter-Staffel: Er gewann gemeinsam mit Chidi Imoh, Olapade Adeniken und Davidson Ezinwa die Silbermedaille und musste sich dabei in 37,98 Sekunden nur dem US-amerikanischen Team um Carl Lewis und Leroy Burrell (37,40 Sekunden) geschlagen geben.
Kayode gewann eine weitere Silbermedaille bei der Afrika-Meisterschaften 1993 im 200-Meter-Lauf, einer Strecke, auf der er 1993 und 1994 auch nationaler Meister war.

## Bestzeiten
- 100-Meter-Lauf – 10,31 s (1994)
- 200-Meter-Lauf – 20,42 s (1993)

## Sonstiges
Kayode starb bei einem Verkehrsunfall in Nord-Arizona im Oktober 1994.
Bei einer Körpergröße von 1,80 Metern betrug Kayodes Wettkampfgewicht 75 kg.